# Shine On (coffret de Pink Floyd)
Pour les articles homonymes, voir Shine On.
Compilations de Pink Floyd
Works
(1983) 1967 Singles Sampler
(1997)
Shine On est un coffret regroupant 8 CD de Pink Floyd sorti le 2 novembre 1992, coïncidant avec le 25e anniversaire du groupe.
Reportez-vous aux albums originaux pour les listes de pistes, les listes du personnel et les crédits de production.
L'emballage de chacun des albums précédemment sortis était unique à cet ensemble, chaque CD étant logé dans un boîtier noir solide avec un petit autocollant de la couverture de l'album apposé sur le devant. Lorsqu'ils étaient alignés dans l'ordre de sortie, les dos des huit boîtiers de CD affichaient l'image du prisme de la couverture de The Dark Side of the Moon.
Le coffret comprend un livre à couverture rigide retraçant la carrière de Pink Floyd, de sa création à la fin des années 1980, et une enveloppe de cartes postales représentant les illustrations des sept albums inclus et la couverture du coffret lui-même.
Comme la collection était censée présenter le meilleur de Pink Floyd, la décision a été prise de ne pas inclure les albums des musiques des films More et  Obscured by Clouds, ni les albums Ummagumma, Atom Heart Mother et The Final Cut. Le premier album du groupe, The Piper at the Gates of Dawn, a également été omis, car EMI prévoyait de sortir une édition spéciale de l'album à l'époque, et on espérait que de nouveaux fans achèteraient à la fois cet ensemble et la réédition du premier album.
David Gilmour a déclaré que le titre du coffret Shine On (extrait de la suite "Shine On You Crazy Diamond" de l'album Wish You Were Here) n'était pas censé indiquer la retraite du groupe, mais plutôt une continuation de sa progression. Selon le batteur Nick Mason, une première suggestion pour le titre du coffret  était The Big Bong Theory.

## Contenu

### CD
ll reprend les albums suivants, entièrement remastérisés :
- A Saucerful of Secrets
- Meddle
- The Dark Side of the Moon
- Wish You Were Here
- Animals
- The Wall (double album)
- A Momentary Lapse of Reason
- The Early Singles

- - Ce dernier CD n'est disponible nulle part ailleurs. Il regroupe les cinq premiers singles du groupe dans l'ordre chronologique, les chansons les composant n'étant jusqu'alors parues que dans des compilations (Relics et Works) .

- - Arnold Layne (Barrett ) / Candy and a Currant Bun (Barrett )
    - Single paru le 11 mars 1967

  - See Emily Play (Barrett )/ The Scarecrow (Barrett )
    - Single paru le 17 juin 1967

  - Apples and Oranges (Barrett ) / Paintbox (Wright )
    - Single paru le 18 novembre 1967

  - It Would Be So Nice (Wright ) / # Julia Dream (Waters )
    - Single paru le 13 avril 1968

  - Point Me at the Sky (Waters ), (David Gilmour ) / Careful With That Axe, Eugene (Gilmour , Mason , Waters , Wright )
    - Single paru le 7 décembre 1968

### Livre
Le coffret comprend enfin un livre (en anglais) relatant dans son premier chapitre les grands événements des années 1967 à 1992 ; puis chaque album est présenté, les circonstances de l'époque commentées et agrémentées de photos, dessins et autres témoignages. Les paroles de toutes les chansons y figurent également. Une enveloppe noire contient 8 cartes postales, chacune d'entre elles représentant la pochette des CD inclut dans le coffret.